# Folke Hjort
Folke Karl-Gustav Hjort (født 28. marts 1934, død 3. juli 1977) var en svensk skuespiller.

## Liv og karriere
Hjort blev født i Stockholm, men voksede op i Alingsås, Västergötland. Interessen for teater fik han, da han en sommer arbejdede som billetkontrollør i Alingsåsparken. Senere kom Folke Hjort til Göteborg, hvor han fik job som scenekunstner på Göteborgs stadsteater.
I midten af 1950'erne gik Folke Hjort på Axel Witzanskys teaterskole og kom via sine studier til Åbo Svenska Teater, hvor han arbejdede fra 1957 til 1959. Samme år deltog han i flere af Riksteaterns turnéer. Hjort var derefter tilknyttet Östgötateatern i Norrköping, og fra 1964 arbejdede han på Folkteatern i Göteborg. I 1969 blev han igen ansat på Göteborgs stadsteater, som han var tilknyttet frem til sin død.
Udover teatret var Folke Hjort aktiv i film og tv-serier, hvor han debuterede i 1969 og medvirkede i over femten produktioner. Hans mest kendte filmrolle er som forræderen Jossi i Brøderne Løvehjerte (1977), der er instrueret af Olle Hellbom. Tre måneder før filmens premiere døde Hjort på tragisk vis i en drukneulykke under en dykkertur ved Lysekil, kun 43 år gammel. Ved sin død var han blevet tilbudt en stilling på Dramaten, men han afviste tilbuddet.

## Udvalgt filmografi
- Friställd (tv-serie, 1969)
- Hem till byn (tv-serie, 1972)
- Om sju flickor (1973)
- Manden på taget (1976)
- Brødrene Løvehjerte (1977)